# Boyd Senter

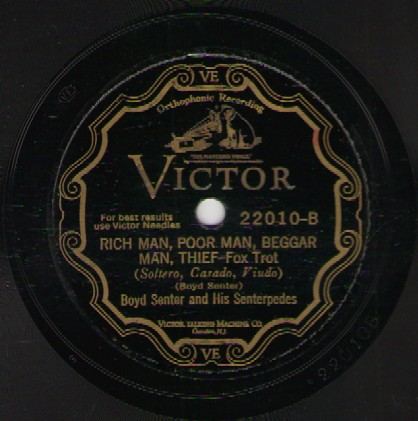
Boyd Senter Orchestra „Rich Man“ (Victor)

Boyd Senter (* 30. November 1898 in Nebraska; † 10. Juni 1982 in Oscoda, Michigan) war ein US-amerikanischer Jazz-Musiker (Klarinette, Alt- und Tenorsaxophon) und Bandleader.

## Leben
Senter wurde auf einer Farm in Nebraska geboren und entschied sich, Jazzmusiker zu werden, als er eine Schallplatte der Original Dixieland Jazz Band gehört hatte. Zunächst hatte er einige Klavierstunden und wechselte dann zur Trompete; schließlich spielte er hauptsächlich Saxophone, verschiedene Hörner und Banjo, aber sein Hauptinstrument wurde die Klarinette. Im Juni 1923 wirkte er bei Plattenaufnahmen von Jelly Roll Mortons Steamboat Four mit; 1924 entstanden erste Aufnahmen unter eigenem Namen bei Orlando B. Marshs Autograph Label. Sie erschienen jedoch meist nur auf dem europäischen Markt bei Pathe und Perfect, einige bei Paramount. Senter nannte sich damals „Jazzologist Supreme“; seine Band The Senterpedes.
Die meisten Aufnahmen entstanden dann 1927 und 1928 für Okeh, bei denen Senter im Trio spielte, mit dem Gitarristen Eddie Lang und dem Pianisten Jack Russell. 1928 formierte er ein Ensemble allein für Plattenaufnahmen; zu den Musikern gehörte auch Tommy Dorsey, Lang, Russell und Vic Berton bzw. Stan King am Schlagzeug; hinzu kam der Trompeter Mickey Bloom. Boyd Senters Tournee-Band gehörte 1924 auch der Posaunist Glenn Miller an. Zu seinen bekanntesten Titeln zählte der „Mobile Blues“ und „Prickly Heat“.
Nach zwei Jahren bei Okeh wechselte Senter zum Label RCA Victor, für das er vier Sessions einspielte; die letzte fand in Hollywood mit Studiomusikern statt. Bei den vorangegangenen New Yorker Sessions spielte Senter mit den Dorsey Brüdern und dem Posaunisten Charlie Butterfield. 1929 wirkte der Trompeter James Migliore mit, der kurz danach Selbstmord verübte. In den 1930er Jahren arbeitete Senter in Detroit; nach dem Ende der Swingära betätigte sich Boyd Senter als Verkäufer für Sportartikel in Mio, Michigan. Er starb im Juni 1982 in Oscoda (Michigan).

## Diskographische Hinweise
- Jazzologist Supreme 1928-1930 (Timeless Records, 1928–30) mit Phil Napoleon, Jimmy Dorsey, Tommy Dorsey, Eddie Lang, Frank Signorelli, Carl Kress, Vic Berton